# Magallanes (Agusan del Norte)
Pour les articles homonymes, voir Magallanes.
Magallanes est une municipalité de la province d'Agusan del Norte, aux Philippines.